# نيل جوزيف
نيل جوزيف (1906 - ) هو لاعب كريكت سريلانكي.

## وصلات خارجية
- نيل جوزيف على موقع إي آس بي آن كريك إنفو (الإنجليزية)